# Henrik Brahe (død 1587)
 For alternative betydninger, se Henrik Brahe. (Se også artikler, som begynder med Henrik Brahe)
Henrik Brahe (død 19. februar 1587), var en dansk rigsråd. Han var søn af Jens Brahe og Anne Bille. 
Henrik Brahe fuldførte det prægtige Vittskövle Slot, som faderen havde begyndt at bygge, og det står endnu som en af Skånes stolteste herreborge. Det skånske len Borestad, som han i 1565 havde fået i pant, ombyttedes 1567 med Fultofte og Heglinge i samme landsdel, og i 1584 købte han dem. 1572-78 var han forlenet med Halmstad Herred og 1579-87 med Bornholm; I 1581 blev han medlem af Rigsrådet. 
Henrik Brahe ægtede Lene Thott, en datter af rigsråden Tage Ottesen Thott og Else Ulfstand 4. oktober 1574. Sagnet fortæller, at han forinden i 10 år var hensunken i en dyb melankoli, så han sjældet talte med nogen, og at han i al den tid ikke var til at overtale til ægte sin fæstemø. Hun døde 1599. Af deres børn blev kun 3 døtre voksne, der alle gjorde gode partier: Anne Brahe ægtede rigsmarsken Steen Maltesen Sehested, Margrethe Brahe blev gift med Christian Barnekow, og Else Brahe fik rigsråden Henrik Ramel til mand.